# Peter Spitzer
Peter Spitzer (geboren vor 1524; gestorben zwischen dem 9. September und dem 22. Oktober 1571 in Braunschweig) war ein Formschneider, Kunsthandwerker, Maler und Zeichner.

## Leben
Spitzer soll von 1524 bis 1528 in Innsbruck tätig gewesen sein und stammte möglicherweise aus Nürnberg. Er ist seit 1533 in Braunschweig nachweisbar und war unter anderem als Bildnis-, Fahnen- und Bannermaler für Herzog Heinrich den Jüngeren und für den Magistrat der Stadt Braunschweig tätig. Seit 1544 war er Bürger der Braunschweiger Altstadt und besaß dort ab 1549 ein eigenes Haus, vermutlich auf dem südlichen Eckgrundstück der Schützenstraße und der Lindenwete. Ihm werden eine Reihe von zum Teil großformatigen Holzschnitten mit Ansichten der Stadt Braunschweig zugeschrieben, darunter ein erhaltenes coloriertes und mit P S signiertes Exemplar aus dem Jahr 1547, das sich in der Herzog August Bibliothek (HAB) in Wolfenbüttel befindet, ein weiteres Exemplar besitzt das Kupferstichkabinett des Herzog Anton Ulrich-Museums (HAUM). Spitzer werden auch einige Epitaphien zugeschrieben, die in den Jahren 1563 bis 1569 angefertigt wurden, so beispielsweise in der Pfarrkirche St. Marien in Wittenberg.
Spitzer stand mit Lucas Cranach dem Ältere in Verbindung, dem er „der hertzogen von Braunschweig forme, so auf ein tuch gemacht gewesen“ angefertigt und an Cranach ausgeliehen hatte, wofür er mit 4 Gulden 12 Groschen entlohnt wurde. In einer Notiz vom 13. November 1544 wird der Künstler mit seinem vollen Namen Peter Spitzer im Gedenkbuch des Braunschweiger Rates von 1527–1566 genannt. Dort heißt es, dass der Rat dem „Meister Peter Spitzer für 100 Gulden die Herrenpfründe im Liebfrauenspital zugestanden und jener auf weitere Verhandlung hin die Ratsdorntze im Neustadtrathause auszumalen eingewilligt habe. Nachdem nun bislang nichts daraus geworden und Spitzer sich inzwischen verehelicht habe, sei unter Verzicht auf das frühere ein neues Abkommen dahin getroffen worden, daß ihm samt seinen ehelichen Kindern die Bürgerschaft verliehen, ihm auch der Genuß der genannten Pfründe auf Lebenszeit zugesprochen worden sei, wogegen er von seinem ganzen Vermögen, die Pfründe ausgenommen, gleich den übrigen Bürgern jährlich Schoß zu zahlen sowie alle andere Bürgerpflicht zu leisten verbunden sein, auch das gedachte Spital nach seinem Tode 10 Gulden Münze aus seinem Nachlaß erhalten solle.“ Daraus, dass ihm das Bürgerrecht verliehen wurde lässt sich ableiten, dass Spitzer nicht in Braunschweig geboren wurde. Der Maler, Formschneider und Buchdrucker Daniel Büring (Byring; begraben am 12. September 1597) verfasste 1584 ein Pasquill (Schmähschrift) unter dem Titel Daniel Byrings Pasquill auf die Hinterbliebenen des Malers Ludger tom Ring d. J., die er Spitzers Holzschnitt Die Macht des Geldes illustrierte.

## Familie
Spitzer war verheiratet und hatte mindestens drei Kinder.
- eine Tochter ⚭ Hans Dannemann
- Peter Spitzer († 1581), wurde Maler und besaß seit 1573 ein Haus (später „Vor der Burg“)
- Egidius, auch Ägidius, Spitzer, der ebenfalls als Maler aktiv war und an der Ausmalung der Brüdernkirche der Franziskaner beteiligt war.[8] Er wohnte Ecke Scharrnstraße/Sonnenstraße. Er war als Kämmerer der Altstadt in die Brabantsche Revolution verstrickt und wurde am 25. September 1604 enthauptet.[6]

## Werke (Auswahl)

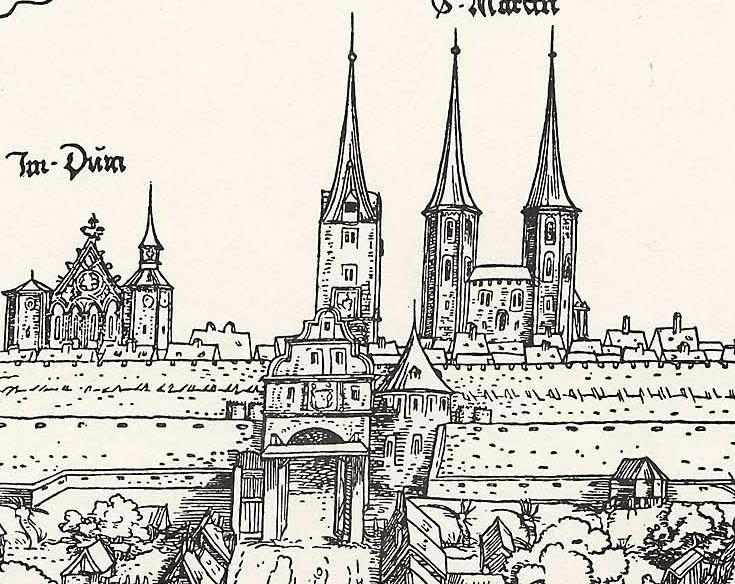
Ausschnitt aus der Ansicht (3 von 5, Kupferstich HAUM)

- 1537: Bemalung eines Prunkwagens für Herzog Heinrich d. J., die Schnitzereien dazu lieferte Simon Stappen
- 1542: Stammbaum des Welfenhauses für die Dornse des Altstadtrathauses (auf Leinwand gemalt und mit 25 Mark 10 Schilling vergütet)
- 1547: Ansicht der Stadt Braunschweig von Westen her.[9] Die Bildunterschrift lautet: „Die ehrliche hochberuembde Statt Brunnschwig ist ehrpaut worden nach der Gepurtt Christi VIII:LXI An° : M:D:XLVII (P S)“[10] Die abgedruckte, kolorierte Stadtansicht (Abbildung) aus dem Jahr 1572 in der Beschreibung vnd Contrafactur der vornembster Stät der Welt. von Georg Braun und Frans Hogenberg basiert auf diesem Holzschnitt.[11]
- 1561: Lebensgroßes Paar auf den Flügeln des Altars der Schlosskapelle (Fotografie) in Celle (Spitzer zugeschrieben)[12]
- 1548–1559 und 1562: Malereien in der völlig umgebauten Braunschweiger Münze
- Deckenmalereien im Rathaussaal
- Die Macht des Geldes (Holzschnitt)